# Russo-Baltique Impression
La Russo-Baltique Impression est une automobile conceptuelle de luxe présentée lors du concours d’élégance de la Villa d'Este 2006. Elle est sortie sous la marque Russo-Balt, qui avait arrêté sa production de véhicules en 1923.
Elle fut construite sur la base de la Mercedes-Benz CL65 AMG. Son moteur vient également de cette voiture. La carrosserie a été réalisée en fibre de carbone.
L'Impression coûte 1,8 million de dollars.